# Гербі Гайд
Гербі Гайд (англ. Herbie Hide; 27 серпня 1971, Амаузарі, Нігерія) — британський професійний боксер, чемпіон світу за версією WBO (1994—1995, 1997—1999) у важкій вазі.

## Професіональна кар'єра
1989 року дебютував на професійному рингу і впродовж 1989—1993 років провів переможну серію з двадцяти п'яти боїв.
19 березня 1994 року зустрівся в бою з чемпіоном світу у важкій вазі за версією WBO Майклом Бенттом (США). Гайд нокаутував Бентта за 7 раундів. Згодом американець був госпіталізований і більше ніколи не бився.
Через рік 11 березня 1995 року Гайд зустрівся у першому захисті з Ріддіком Боуї (США). Розмір і клас Боуї виявилися кращими. Гайд під час бою шість разів опинявся у нокдауні, і хоч піднімався з полотна, був нокаутований у шостому раунді.
Провівши два переможних боя, 28 червня 1997 року в бою проти колишнього чемпіона світу Тоні Такера технічним нокаутом у другому раунді вдруге завоював вакантний титул у важкій вазі за версією WBO. Двічі захистив звання чемпіона, а 26 червня 1999 року зустрівся в бою з Віталієм Кличком (Україна) і програв нокаутом у другому раунді.